# Cary-Hiroyuki Tagawa
Cary-Hiroyuki Tagawa (japánul: 田川 洋行 Tagawa Hiroyuki; Tokió, 1950. szeptember 27.–) japán származású orosz–amerikai színész, filmproducer és harcművész. 
Leginkább a Mortal Kombat franchise Shang Tsung nevű gonosz varázslójának szerepéről ismert. Elsőként az 1995-ös Mortal Kombat című filmben, majd 2013-ban a Mortal Kombat Legacy című sorozatban játszotta a szereplőt. 2019-ben a Mortal Kombat 11 című videójátékban formálta meg Tsungot, hangját és fizikai megjelenését adva hozzá.
Számos filmben is feltűnik, többnyire gonosztevőket alakítva.

## Fiatalkora
Tokióban született, japán színésznő édesanyja és japán-amerikai édesapja fiaként, aki az Egyesült Államok hadseregében szolgált, emellett állomásozott az Észak-Karolinai Fort Braggban, Fort Polkban, a Louisiana-i és a texasi Fort Hoodban. Anyanyelve angol és japán, de valamennyire beszéli a koreai és a spanyol nyelvet is.
Tagawa különböző városokban nevelkedett. Családja végül Dél-Kaliforniában telepedett le, ahol középiskolai idejében kezdett színészkedni, miközben a Duarte középiskolába járt. Tanulmányait a Dél-Kaliforniai Egyetemen végezte, valamint cserediák volt Japánban.

## Magánélete
2013-ban Tagawa elkezdett dolgozni Pjotr Mamonov és Ivan Okhlobystin ortodox keresztény színészekkel. 2015. november 12-én megkeresztelkedett a Moszkvai ortodox templomban, mint Panteleymon. 2016-ban megszerezte az oroszt állampolgárságot.

## Filmográfia

### Film
| Év   | Magyar cím                         | Eredeti cím                         | Szerep                         | Magyar hang            |
| ---- | ---------------------------------- | ----------------------------------- | ------------------------------ | ---------------------- |
| 1986 | Nagy zűr kis Kínában               | Big Trouble in Little China         | Wing Kong kardos férfi         |                        |
| 1986 | Megtorlás                          | Armed Response                      | Toshi                          | Holl Nándor            |
| 1987 | Az utolsó császár                  | The Last Emperor                    | Chang, eunuchok vezetője       | Imre István            |
| 1988 | Golyófogó                          | Bulletproof                         | gengszter a visszaemlékezésben |                        |
| 1988 |                                    | Spellbinder                         | Lee                            |                        |
| 1988 | Ikrek                              | Twins                               | Keleti férfi                   |                        |
| 1989 | A magányos ügynök                  | Licence to Kill                     | Kwang                          | Melis Gábor            |
| 1989 | A magányos ügynök                  | Licence to Kill                     | Kwang                          | Rudas István           |
| 1989 | Kickboxer 2. – Az út visszafelé    | Kickboxer 2                         | Sanga                          | Háda János             |
| 1989 | Kickboxer 2. – Az út visszafelé    | Kickboxer 2                         | Sanga                          | Kassai Károly          |
| 1991 | Leszámolás Kis-Tokióban            | Showdown in Little Tokyo            | Funekei Yoshida                | Bezerédi Zoltán        |
| 1991 | Tigristánc                         | The Perfect Weapon                  | Kai                            | Várkonyi András        |
| 1991 | Tigristánc                         | The Perfect Weapon                  | Kai                            | Beratin Gábor          |
| 1992 | Nemezis                            | Nemesis                             | Angie-Liv                      | Németh Gábor           |
| 1992 | Életre-halálra                     | American Me                         | El Japo                        |                        |
| 1993 | Gyilkos nap                        | Rising Sun                          | Eddie Sakamura                 | Sinkovits-Vitay András |
| 1994 | Bangkok árnyai                     | Natural Causes                      | Somchal polgármester           | Haás Vander Péter      |
| 1994 | Óceán hozott                       | Picture Bride                       | Kanzuki                        |                        |
| 1995 | A veszélyes                        | The Dangerous                       | Kon                            |                        |
| 1995 | Mortal Kombat                      | Mortal Kombat                       | Shang Tsung                    | Reviczky Gábor         |
| 1995 | Szemtől szemben                    | Heat                                | utcai zsaru                    |                        |
| 1995 | Dögcédulások                       | Soldier Boyz                        | Vinh Moc                       | Várkonyi András        |
| 1996 | Végső roham                        | White Tiger                         | Victor Chow                    | Haás Vander Péter      |
| 1996 | A fantom                           | The Phantom                         | A hatalmas Kabai Sengh         | Balázsi Gyula          |
| 1996 | Veszélyes övezet                   | Danger Zone                         | Monsieur Chang                 | Csuja Imre             |
| 1997 | Fönn a csúcson                     | Top of the World                    | Hefter kapitány                | Mikula Sándor          |
| 1997 | Mortal Kombat 2. – A második menet | Mortal Kombat: Annihilation         | Shang Tsung (archív felvétel)  | Reviczky Gábor         |
| 1998 | Vámpírok                           | Vampires                            | David Deyo                     |                        |
| 1998 | Provokátor                         | Provocateur                         | Jong százados                  | Tardy Balázs           |
| 1998 | Amerikai sárkányok                 | American Dragons                    | Matsuyama                      |                        |
| 1999 | Sárkányok harca                    | Bridge of Dragons                   | Ruechang ezredes               | Sinkovits-Vitay András |
| 1999 |                                    | Fixations                           | Alex                           |                        |
| 1999 | Hó hull a cédrusra                 | Snow Falling on Cedars              | Zenhichi Miyamoto              |                        |
| 2000 | A harc mestere                     | The Art of War                      | David Chan                     | Haás Vander Péter      |
| 2001 | Pearl Harbor – Égi háború          | Pearl Harbor                        | Genda Minoru parancsnok        |                        |
| 2001 | A majmok bolygója                  | Planet of the Apes                  | Krull                          | Versényi László        |
| 2005 | Elektra                            | Elektra                             | Roshi                          | Kajtár Róbert          |
| 2005 | Egy gésa emlékiratai               | Memoirs of a Geisha                 | A báró                         | Cs. Németh Lajos       |
| 2006 |                                    | The Slanted Screen (dokumentumfilm) | önmaga                         |                        |
| 2006 | Tini titánok: Gubanc Tokióban      | Teen Titans: Trouble in Tokyo       | Brushogan (hangja)             | Barbinek Péter         |
| 2007 | Szerva itt, pofon ott              | Balls of Fury                       | titokzatos ázsiai férfi        | Maday Gábor            |
| 2007 |                                    | Blizhniy Boy: The Ultimate Fighter  | Alibek                         |                        |
| 2008 |                                    | Lost Warrior: Left Behind           | Yoshide nyomozó                |                        |
| 2008 | Maffiás testőr                     | Bodyguard: A New Beginning          | Kai                            |                        |
| 2009 |                                    | By the Will of Chingis Khan         | testőr                         |                        |
| 2009 | Hacsi, a leghűségesebb barát       | Hachi: A Dog's Tale                 | Ken                            | Cs. Németh Lajos       |
| 2009 | Tekken                             | Tekken                              | Heihachi Mishima               | Melis Gábor            |
| 2009 |                                    | The Tomb                            | Len Burris                     |                        |
| 2012 |                                    | Black Cobra                         | Goro Tanaka                    |                        |
| 2013 | 47 Ronin                           | 47 Ronin                            | Shogun Tokugawa Tsunayoshi     | Berzsenyi Zoltán       |
| 2014 |                                    | Hype Nation 3D                      | Sammy Kata                     |                        |
| 2014 |                                    | Priest-San                          | Nikolai (Takuro) Nakamura atya |                        |
| 2014 |                                    | Ninja Apocalypse                    | Fumitaka                       |                        |
| 2014 | Tekken 2. – Kazuya bosszúja        | Tekken 2: Kazuya's Revenge          | Heihachi Mishima               |                        |
| 2014 | Skalpvadászat                      | Skin Trade                          | Khat szenátor                  | Papucsek Vilmos        |
| 2015 |                                    | Junction                            | Narrátor (hangja)              |                        |
| 2015 | A vasöklű férfi 2.                 | The Man with the Iron Fists 2       | polgármester                   | Pálfai Péter           |
| 2015 | Kicsi fiú                          | Little Boy                          | Hashimoto                      | Kassai Károly          |
| 2016 |                                    | Showdown in Manila                  | Aldric Cole                    |                        |
| 2016 |                                    | Beyond the Game                     | Yoshida nyomozó                |                        |
| 2016 | Kubo és a varázshúrok              | Kubo and the Two Strings            | Hashi (hangja)                 | Törköly Levente        |
| 2017 |                                    | The Whole World at Our Feet         | Khazar                         |                        |
| 2023 |                                    | Reagan                              | Nakaszone Jaszuhiro            |                        |
| 2023 |                                    | Duel of Legends                     | Sting                          |                        |

Rövidfilmek
| Év   | Cím                             | Szerep                             |
| ---- | ------------------------------- | ---------------------------------- |
| 2005 | True Love & Mimosa Tea          | Andreas Kanaka                     |
| 2005 | The Sand Island Drive-In Anthem | C bácsi                            |
| 2009 | The Legend of Chang Apana       | Chang Apana                        |
| 2010 | Absolute.ness                   | Dax rendőrfőnök                    |
| 2010 | Overturned                      | bíró                               |
| 2015 | Genghis Khan Conquers the Moon  | Genghis Khan                       |
| 2016 | Overwatch: Dragons              | narrátor / Sojiro Shimada (hangja) |

### Televízió
| Év   | Cím                   | Szerep               | Megjegyzések                                           |
| ---- | --------------------- | -------------------- | ------------------------------------------------------ |
| 2013 | Mortal Kombat: Legacy | Shang Tsung          | 2 epizód                                               |
| 2023 | A kék szemű szamuráj  | Eiji mester (hangja) | - főszereplő - magyar hangja:[forrás?] - Kassai Károly |

### Videójátékok
| Év        | Cím                       | Szerep       | Megjegyzés                         |
| --------- | ------------------------- | ------------ | ---------------------------------- |
| 1997      | Soldier Boyz              | Vinh Moc     |                                    |
| 2003      | Batman: Rise of Sin Tzu   | Sin Tzu      |                                    |
| 2016      | World of Warcraft: Legion | egyéb hangok |                                    |
| 2019–2020 | Mortal Kombat 11          | Shang Tsung  | - hang és fizikai megjelenés - DLC |
| 2023      | Mortal Kombat: Onslaught  | Shang Tsung  | fizikai megjelenés                 |